# Resolució 1921 del Consell de Seguretat de les Nacions Unides
La Resolució 1921 del Consell de Seguretat de les Nacions Unides fou adoptada per unanimitat el 12 de maig de 2010. Després de recordar les resolucions 1740 (2007), 1796 (2008), 1825 (2008), 1864 (2009), 1879 (2008) i 1909 (2009), rl Consell va prorrogar el mandat de la Missió de les Nacions Unides a Nepal (UNMIN) fins al 15 de setembre de 2010 i va recalcar que cal fer acords per a la retirada de la missió abans d'aquesta data.
El Consell de Seguretat va recordar l'Acord Global de Pau entre el govern del Nepal i el Partit Comunista del Nepal (Maoista) i va expressar el seu suport a aquest acord. Li preocupava que el termini per a la promulgació d'una nova constitució fos el 28 de maig de 2010 i que ambdues parts encara no havien arribat a un consens o estendre el mandat de l'Assemblea Constituent nepalesa. Els partits nepalesos estaven cooperant amb les Nacions Unides en àrees com el control de les armes i la desmobilització de personal militar desqualificat.
El mandat de la UNMIN es va ampliar per quatre mesos més a petició del govern nepalès, tenint en compte la realització d'alguns aspectes del mandat i el procés de verificació en curs. Es va instar als partits nepalesos a aprofitar al màxim la UNMIN en suport del procés de pau. El Consell va reconèixer que les mesures es van concebre originalment com a solucions a curt termini i no a llarg termini i que es va instar a la UNMIN a començar els preparatius per a la seva retirada.
Tant el govern nepalès com el Partit Comunista Unificat de Nepal (Maoista) van ser convocats a implementar un calendari per a la integració i rehabilitació del personal de l'exèrcit maoista, assegurar la seguretat del personal de les Nacions Unides i continuar la transició cap a una solució a llarg termini que permetés lNepal tenir un futur democràtic. La resolució, redactada pel Regne Unit, va concloure demanant al Secretari General de les Nacions Unides Ban Ki-moon que informés abans de l'1 de setembre de 2010 sobre la implementació de la resolució actual.